# Spaceman (chanson de Hardwell)
Pour les articles homonymes, voir Spaceman.
Singles de Hardwell
Munster
(2011) Kontiki
(2012)
Singles de Hardwell
Kontiki
(2012)
Spaceman (en français Cosmonaute) est une chanson instrumentale de musique house du DJ hollandais Hardwell sortie en 2012 sous le label français indépendant Scorpio Music. La chanson a été composée et produite par Hardwell.
Une version vocale intitulée Call Me A Spaceman et interprétée par le chanteur Mitch Crown sort peu après. Un clip vidéo sort le 22 mai 2012 pour la version vocale.
Le single se classe dans 3 hit-parades de pays différents, en Belgique (Wallonie et Flandre), en France et dans le pays d'origine du DJ aux Pays-Bas. En France, Call Me A Spaceman se classe 5e dans le club 40.

## Liste des pistes
Digital Scorpio
1. Spaceman (Original Mix) - 6:27
2. Call Me A Spaceman (Radio Edit) - 3:17

## Classement par pays
| Classement (2012)                       | Meilleure position |
| --------------------------------------- | ------------------ |
| France (SNEP)                           | 79                 |
| France (Club 40)                        | 5                  |
| Belgique (Flandre Ultratop 50 Singles)  | 5                  |
| Belgique (Wallonie Ultratop 50 Singles) | 14                 |
| Belgique (Dance Chart)                  | 31                 |
| Belgique (Dance Bubbling Under)         | 5                  |
| Pays-Bas (Dutch Top 40)                 | 33                 |